# 格尼拉内
格尼拉内，是科索沃格尼拉內區格尼拉内市镇内的城市，为同名区及同名市镇的行政中心。市镇面积为392平方公里，2011年人口普查时市区人口数量为54,239人，而整个市镇人口数量则为90,178人。
格尼拉内曾经在1963年1月25日強烈寒潮影響期間创下科索沃平地氣象站的歷史最低温度纪录：-32.5度。

## 友好城市
- 法國 吕特巴克[2]